# Мороццо делла Рокка, Джузеппе
Джузеппе Мороццо делла Рокка (итал. Giuseppe Morozzo della Rocca; 12 марта 1758, Турин, Сардинское королевство — 22 марта 1842, Новара, Сардинское королевство) — итальянский куриальный кардинал и папский дипломат. Титулярный архиепископ Фив с 29 марта 1802 по 8 марта 1816. Апостольский нунций в Тоскане с 11 мая 1802 по 1 ноября 1806. Секретарь Священной Конгрегации по делам епископов и монашествующих с 2 декабря 1807 по 8 марта 1816. Епископ-архиепископ Новары с 1 октября 1817 по 22 марта 1842. Кардинал-священник с 8 марта 1816, с титулом церкви Санта-Мария-дельи-Анджели-э-деи-Мартири с 29 апреля 1816 по 22 марта 1842.